# 長崎市立南陽小学校
長崎市立南陽小学校（ながさきしりつ なんようしょうがっこう、Nagasaki City Nanyo Elementary School）は、長崎県長崎市竿浦町にある公立小学校。略称「南陽小」（なんようしょう）。

## 概要
歴史
当時新興住宅地であった地域の急激な人口の増加に対応するため、1979年（昭和54年）に新設された。2009年（平成21年）に創立30周年を迎えた。
校章
太陽と地元を象徴する山（八郎岳）の絵を組み合わせたものを背景にして、中央に「南陽」の文字（横書き）を置いている。
校歌
作詞は福田清人、作曲は松田松洋による。歌詞は2番まであり、両番に校名の「南陽」が登場する。
分校
開成分校（〒850-0996 長崎市平山台二丁目34番1号 北緯32度39分42.1秒 東経129度49分32.9秒）
2016年現在、分校の在籍児童数は1名のみ。
校区
長崎市立土井首中学校区、長崎市立深堀中学校区。開成分校の校区は長崎市立土井首中学校開成分校。

## 沿革
- 1979年（昭和54年）
  - 4月1日 - 竿浦町に「長崎市立南陽小学校」（現校名）が開校[3]。
  - 4月6日 - 開校式を挙行。2～4年生までの3学級編成で児童数は94名。
- 1980年（昭和55年）
  - 3月31日 - 校舎が完成。
  - 4月7日 - 編入式を挙行。校区変更に伴い、長崎市立土井首小学校と長崎市立深堀小学校6年から編入。
- 1981年（昭和56年）
  - 3月13日 - 屋内運動場が完成。
  - 3月14日 - 校旗と校歌を制定。
  - 3月15日 - 玄関前に築山が完成。
  - 9月25日 - プールが完成。
- 1988年（昭和63年）4月6日 - 通学区変更に伴い、長崎市立土井首小学校から2～6年生計44名が編入。
- 1989年（平成元年）
  - 2月4日 - 創立10周年記念式典挙行。観察池完成。
  - 3月5日 - 校舎増築により普通教室4教室増築。給食室・裏門付近の芝生植え付完成。
- 1991年（平成3年）4月9日 - 平成3年度入学式挙行。入学児童数152名・24学級で全児童数868名（児童数としてはピーク）。
- 1992年（平成4年）
  - 4月8日 - 平成4年度入学式挙行。入学児童数は前年度と同じ152名・学級数25学級（学級としてはピーク）で全児童数は前年度と同じ868名。
  - 9月8日 - 飼育小屋新設。
- 1998年（平成10年）10月31日 - 創立20周年記念式典挙行。
- 1999年（平成11年）3月10日 - 運動場改修工事完成。
- 2002年（平成14年）4月1日 - 開成分校開校。同日、本校に特別支援学級「たんぽぽ学級」開設。
- 2008年（平成20年）
  - 5月25日 - 創立30周年記念大運動会開催。
  - 11月30日 - 創立30周年記念南陽ふるさとまつり開催。
- 2009年（平成21年）8月21日 - 運動場芝生化開始。
- 2010年（平成22年）9月1日 - 親子給食開始（土井首中）。
- 2013年（平成25年）4月1日 - 特別支援学級「ひまわり学級」と通級指導教室「きらきら学級」開設。
- 2018年（平成30年）4月1日 - 特別支援学級「なでしこ学級」開設。

## アクセス
最寄りのバス停
- 長崎バス「土井首中学校前」バス停　- 長崎駅方面から30番のバスに乗車。

最寄りの道路
- 国道499号

## 周辺
- 長崎県立長崎鶴洋高等学校
- 長崎市立土井首中学校
- 長崎市立土井首小学校

## 同名の小学校
- 江東区立南陽小学校（東京都）
- 名古屋市立南陽小学校（愛知県）
- 対馬市立南陽小学校（長崎県）

## 関連事項
- 長崎県小学校一覧